# Parkinsonia
Pour les articles homonymes, voir Parkinsonia.
Genre
Classification phylogénétique
Parkinsonia est un genre de plantes à fleurs de la famille des Caesalpiniaceae selon la classification classique, ou des Fabaceae (sous-famille des Caesalpinioideae) selon la classification phylogénétique.
On compte 12 espèces, originaires des régions semi-désertiques d'Afrique et des Amériques. Ce sont des arbustes ou petits arbres, dont la taille varie de 5 à 12 mètres. Les feuilles sont caduques, l'arbre les perdant pour la saison sèche.
Les fleurs sont symétriques ou presque, avec 5 pétales jaunes ou blancs. Le fruit est une gousse, contenant plusieurs graines.
Les branches et brindilles, vertes, sont responsables d'une large part de la photosynthèse. Cette particularité vaut à la plante le surnom de palo verde ou paloverde, signifiant « bâton vert » en espagnol.

## Phytoremédiation
Parkinsonia Florida qui vit dans les zones semi-désertiques d'Amérique du Nord s'est montrée capable de bioconcentrer l'arsenic (deux fois plus dans les racines de la plante, quand elle a poussé dans un sol sableux au lieu d'un sol limoneux où l'arsenic est moins biodisponible [sous forme As(V)] dans l'eau interstitielle).
Comme elle peut être cultivée, elle a été proposée pour la phytoremédiation de l'arsenic en région semi-arides.
Des analyses de spéciation chimique ont montré que l'As (V) au FSM de tous les traitements. Dans les tissus racinaires l'arsenic est retrouvé sous forme As(III), plus ou moins associée au soufre (plus en milieu sableux et moins en milieu argileux) .

## Liste d'espèces
Afrique
- Parkinsonia africana  (Botswana, Namibia, Afrique du Sud)
- Parkinsonia anacantha  (Kenya)
- Parkinsonia raimondoi Brenan (Somalie)
- Parkinsonia scioana  (Djibouti, Éthiopie, Somalie, Kenya)

Amériques
- Parkinsonia aculeata L. - Palo Verde Mexicain (Texas et Arizona aux États-Unis jusqu'en Argentine; îles Galápagos)
- Parkinsonia carterae  (Ouest du Mexique jusqu'en Équateur)
- Parkinsonia florida (Benth. ex A.Gray) S.Wats. (syn. Cercidium floridum) - Blue Palo Verde  (Californie du Sud, Arizona, Nord-Ouest du Mexique)
- Parkinsonia microphylla Torr. (syn. Cercidium microphyllum) - Foothill Palo Verde (Californie du Sud, Arizona, Nord-Ouest du Mexique)
- Parkinsonia praecox  (syn. Cercidium praecox) - Brea, Verde olivo (Mexique jusqu'en Argentine)
- Parkinsonia texana  (syn. Cercidium texanum) - Texas Palo Verde (Texas, Nord-Est du Mexique)